# Miljacka
Miljacka är en flod i Bosnien och Hercegovina. Den flyter genom  huvudstaden Sarajevo och mynnar i floden Bosna.
Floden är 36 kilometer lång. Den har med Mokranjska Miljacka och Paljanska Miljacka två källfloder som förenar sig vid staden Pale. Under våren och hösten förekommer ibland högvatten som medför skador vid broarna och vid byggnader intill floden. Miljacka har under sommaren endast några centimeter vattenstånd. Den rinner genom regioner med Terra Rossa och därför har vattnet en rödaktig färg.
I Sarajevo ligger flera betydande byggnader vid floden som det gamla rådhuset Vijećnica, moskén Careva džamija, Sarajevos konstakademi och flera utlandsmyndigheter. Vid Latinska bron förövades den 28 juni 1914 attentatet mot ärkehertig Franz Ferdinand som utmynnade i första världskriget.
Med Bistrica, Repašnica, Lapišnica, Mošćania och Koševski crek har Miljacka flera bifloder. Några kilometer väster om Sarajevo mynnar Miljacka i floden Bosna.